# Feuer und Schwert - Die Legende von Tristan und Isolde
Feuer und Schwert: Die Legende von Tristan und Isolde (en alemany Foc i cendres: la llegenda de Tristany i Isolda) és una pel·lícula de drama romàntic del 1981 dirigida per Veith von Fürstenberg. Es basa en la llegenda de Tristany i Isolda, interpretada per Christoph Waltz i Antonia Preser. Leigh Lawson i Peter Firth. Ambientada durant una guerra furiosa entre Cornualla i l'Irlanda, la pel·lícula explora temes sobre el conflicte entre la màgia i la religió, la violència i la destrucció.
La fotografia principal va tenir lloc de juliol a novembre de 1980. Es va rodar a Irlanda al mateix lloc que Excalibur (1981), una altra pel·lícula artúrica, i va reutilitzar els dobles i cavalls d'aquella. producció. La crítica va elogiar la seva fotografia, per la qual va guanyar un premi al XVI Festival Internacional de Cinema Fantàstic de Sitges de 1983, però va criticar el guió, les actuacions de Waltz i Preser i la seva interpretació del material original.

## Trama
Mentre la guerra esclata entre Cornualla i Irlanda, el cavaller còrnic Tristany derrota en combat Morholt, un formidable guerrer irlandès. El mateix Tristany està greument ferit i va a la deriva cap al mar, i finalment aterra a la costa d'Irlanda. Fingeix ser un joglar anomenat Tantris i és tractat en un convent per la princesa irlandesa Isolda, que es disfressa de minyona. Quan Tristany es recupera, s'enamoren, fins i tot després que Isolda examini la seva espasa i dedueix que ell va matar Morholt, i ell promet tornar a buscar-la quan sigui cridat de nou a la cort de Cornualla.
L'oncle de Tristany, Rei Marc de Cornualla, planeja establir la pau mitjançant un matrimoni polític amb Isolda. Tristany s'ofereix per escoltar la princesa fins a Cornualla. Quan arriba de nou a Irlanda, ell i la Isolda queden sorpresos d'assabentar-se de la veritable identitat de l'altre. Tristany, que és ferotgement lleial al rei, rebutja el suggeriment d'Isolda de fugir junts. Prepara una poció que farà que els seus bevedors s'enamorin sense sentit per sempre i la barreja amb el vi i el de Tristany. A Cornualla, Isolda es casa amb Mark immediatament, però la poció exerceix la seva influència sobre ella i Tristany. Es reuneixen regularment en secret amb l'ajuda dels seus servents, Brangäne i Gorvenal. Andret, un assessor judicial que busca el tron, finalment exposa la seva cita.
Enfrontat a la realitat sobre el seu nebot i la seva dona, Mark ordena l'empresonament i l'execució. Tristany s'escapa i Isolda s'escapa amb l'ajuda del seu amic Dinas, amiga de Tristany. És condemnada a viure amb un lepros però és rescatada per Tristany, i els amants fugen de Cornualla. Tres anys després, Cornualla és atacada pels irlandesos, liderats pel traïdor Andret. Dinas troba Tristany i Isolda i els insta a tornar a la cort i reconciliar-se amb Marke. Tot i que Tristany no està disposat, Isolda accepta perquè se sent responsable de la represa de la guerra. Torna a Cornualla i se sotmet al judici diví, sostenint un ferro al roig per establir la seva innocència i restaurar la pau.
Tristany viatja a Bretanya sol. Ell rescata una camperola dels lladres i cínicament la anomena "Isolda". Temps després, queda ferit de mort i envia Gorvenal a demanar a Isolda d'Irlanda que el visiti al seu llit de mort. Gorvenal torna a Cornualla, on Andret ha pres el tron. Marke s'assabenta del pla de Gorvenal i accepta mobilitzar els seus cavallers per escortar Isolda fora de Cornualla. Andret mor a la commoció cerebral posterior. Mentre Isolda navega cap a Bretanya, la gelosa minyona bretona menteix a Tristany sobre el color de les veles del vaixell que torna, la qual cosa implica que la missió de Gorvenal no va tenir èxit. Ell mor, i quan Isolda arriba a veure'l, ella s'enfonsa de greuge i s'uneix a ell en la mort.

## Repartiment
- Christoph Waltz com a Tristany
- Antonia Preser com a Isolda
- Leigh Lawson com el rei Marke
- Peter Firth com a Dinas
- Walo Lüönd com a Gorvenal
- Christine Wipf com a Brangäne
- Kurt Raab com a Ganelon
- Vladek Sheybal com a Andret

## Temes

### Màgia versus religió

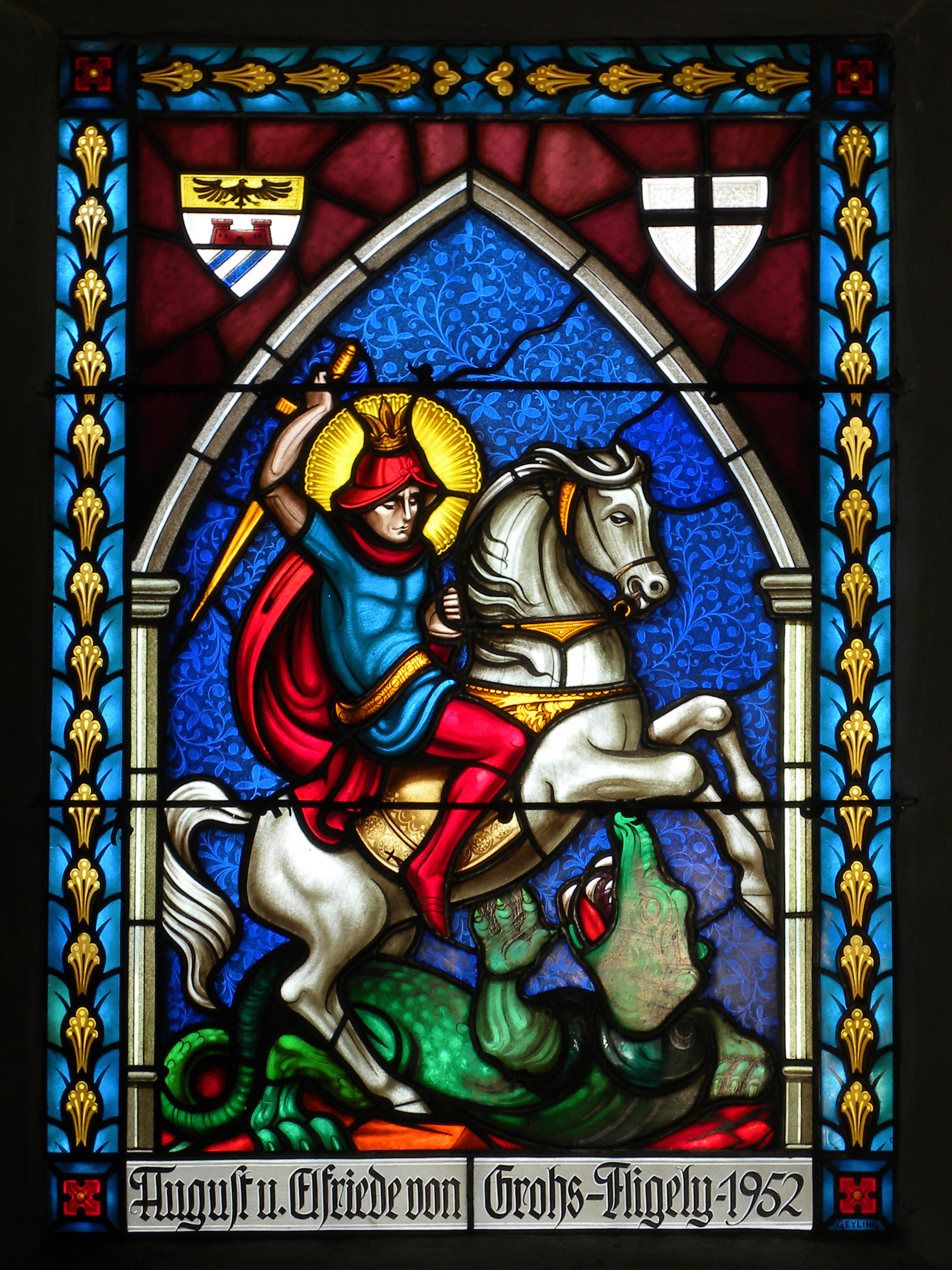
Sant Jordi i el drac sobre un vitrall finestra semblant a la que Tristany destrueix a la pel·lícula

En la seva anàlisi de la pel·lícula, l'erudit literari Stefan Keppler-Tasaki va comentar que és "clarament crític amb la religió". Les monges irlandeses consideren inicialment deixar morir en Tristany a causa de les seves ferides, al·legant la manca d'espai al seu convent. mentre cura en Tristany amb l'ús d'herbes màgiques. Durant la seva fugida, Tristany s'estavella i destrueix una vitrall icona de Sant Jordi, patró d'Anglaterra, i Marke deixa de banda notablement la seva creu personal de fusta quan és rebutjat per Isolsa. No hi ha cap menció del Déu cristià; més aviat, Isolda descriu una deessa omnipotent de l'amor en referència a l'amor induït per la màgia a ella i a Tristany.
Les habilitats màgiques d'Isolda són un element recurrent, sobretot quan elabora la poció d'amor que ella i Tristany beuen més tard. La seva preparació de la poció és un element argumental distintiu entre les representacions de pel·lícules de Tristany i Isolda (a la pel·lícula de 1981 Lovespell, ella també afegeix la poció amb coneixement dels seus efectes, però la va donar el seu tutor). Es caracteritza com "la catalitzadora màgica de la història" i la seva màgia eleva la importància del seu paper per sobre del de Tristany. L'erudit literari Alain Kerdelhue suggereix que la pel·lícula podria haver estat titulada alternativament Isolde la Sorcière pel seu èmfasi en Isolda com a figura màgica.

### Violència apocalíptica
El títol de la pel·lícula, Foc i espasa, suggereix el seu motiu recurrent de destrucció i violència. Els personatges es veuen atrapats en una guerra política que Marke augmenta contínuament, i fins i tot el retorn sacrificial d'Isolda al rei no és suficient per acabar amb la violència. La mort de Tristany i Isolda està precedida per la destrucció apocalíptica de Cornualla. L'escena final, en què Gorvenal encén una pira funerària i crema els amants, posa l'accent en l'alt cost de la guerra i recorda la títol original de la pel·lícula, Foc i cendres. Keppler-Tasaki va comentar que aquest estil d'edició evoca "una fragmentació política, social i epistemològica".
La perversió de la violència distingeix la pel·lícula de l'òpera del segle xix de Richard Wagner Tristan und Isolde i restaura elements del material original que Wagner havia retallat, inclòs el judici i la sentència d'Isolda. En contrast amb l'escenari ric i emocional de Wagner centrat només en uns quants personatges, Fürstenberg va combinar un plató de pel·lícula simplificat amb un gran nombre de personatges, molts dels quals finalment moren a la guerra. L'estudiós medieval Joan Tasker Grimbert va escriure que Foc i Cendres demostra els efectes. del determinisme econòmic, al qual "els individus no poden oposar-se sense destruir tant l'ordre social com ells mateixos", observant que condueix inevitablement a la ruptura de la societat.

## Producció

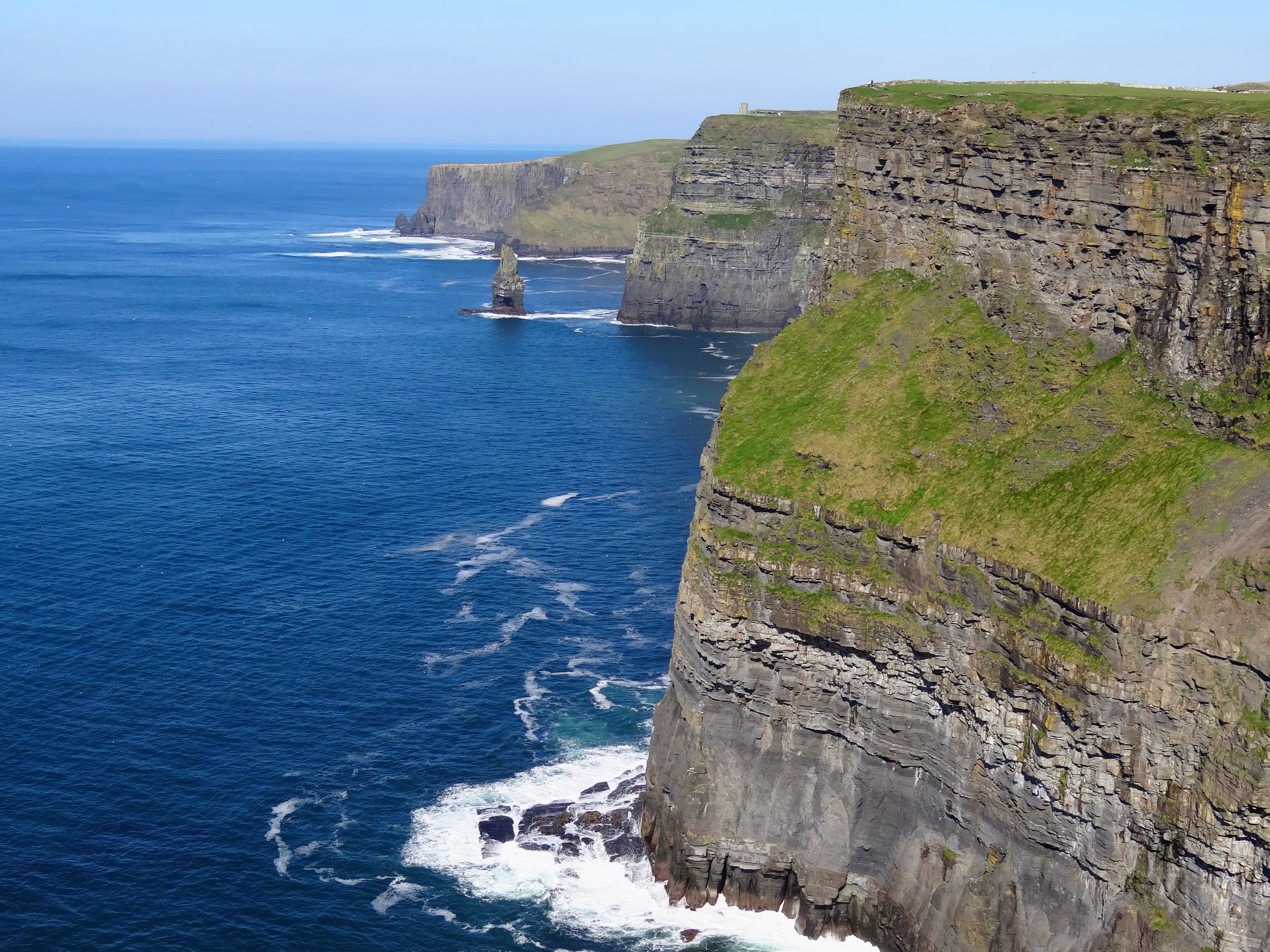
Algunes escenes es van filmar als Penya-segats de Moher.

La pel·lícula va ser produïda conjuntament per set companyies: Genee & von Fürstenberg Filmproduktionsgesellschaft, Popular-Film, DNS-Filmproduktion, Film-Fernsehen-Autoren-Team (FFAT), Dieter Geissler Filmproduktion, Don Geraghty Film Services i ZDF.
Les fotografies principals van tenir lloc de juliol a novembre de 1980 a l'Acaill, una illa d'Irlanda, i als penya-segats de Moher. Algunes escenes es van filmar a La Spezia, Itàlia. Segons Peter Genée, un dels productors, el rodatge es va dur a terme en condicions difícils, com una vaga de combustible i freqüents condicions de pluja. Els vestits de cota de malla dels cavallers sovint es van reduir durant el rodatge i els actors van haver de ser retallats dels costosos vestits. El rodatge es va suspendre ocasionalment a causa dels vents forts als penya-segats de Moher, que van danyar les càmeres. Christoph Waltz, que aleshores era un actor relativament desconegut, es va entrenar en habilitats com ara combat escènic i muntar a cavall durant tres mesos per preparar la pel·lícula. Genée va explicar que l'escena en què Tristany va a la deriva cap al mar després de lluitar contra Morholt era perillosa de filmar a causa de les altes condicions de surf.
Foc i cendres es va produir al mateix temps que diverses altres pel·lícules basades en Llegenda d'Artur, incloses Excàlibur (1981) i Lovespell. Es va rodar al mateix lloc d'Irlanda que Excalibur. A les seves notes de producció, Genée va escriure que ell i Fürstenberg estaven asseguts als National Film Studios de Irlanda (ara Ardmore Studios) a Dublín l'abril de 1980 quan van veure els dobles d'Excalibur vestits de cavallers i a cavall. Després que Excalibur acabés la producció, els dobles i cavalls van ser contractats per al rodatge de Foc i cendres.

## Recepció
Foc i cendres es va projectar al Marché du Film el 20 de maig de 1981 amb el títol Tristan und Isolde. Un crític de Variety va elogiar la cinematografia de la pel·lícula i la va descriure com "una bona lent", però va considerar que Waltz i Preser eren massa inexperts per als papers principals. El crític també va observar l'allunyament de la pel·lícula de la versió de Wagner de la llegenda de Tristany i Isolda, i va escriure que "aquesta és una interpretació prou propera de la llegenda original". Posteriorment es va projectar al Festival de Cinema de Sitges de 1983, on va rebre el premi a la millor fotografia.
La pel·lícula va rebre crítiques negatives de la crítica alemanya contemporània. Gerald Druminski de la revista de cinema Film und Fernsehen va criticar les actuacions de Waltz i Preser, així com el guió. Va considerar Foc i cendres ni una pel·lícula èpica històrica forta ni una interpretació única del material original. En una ressenya de Filmdienst, Hubert Haslberger va titllar la pel·lícula de fracàs en comparació amb Excalibur. En particular, va sentir que la representació d'Isolda com una femme fatale semblant a una bruixa era massa superficial, i que la pel·lícula descartava la qualitat mítica de la llegenda. A diferència d'Excalibur, la pel·lícula no va tenir èxit comercial, amb unes 15.000 entrades venudes quan es va projectar als cinemes.

Des del seu llançament, Foc i cendres s'ha inclòs i analitzat habitualment entre altres pel·lícules basades en la llegenda artúrica. L'estudiós medieval Kevin J. Harty la va descriure com "probablement la versió cinematogràfica més fidel de la llegenda medieval de Tristany i Isolda". The New Arthurian Encyclopedia, editada per Norris J. Lacy, afirma que "es distingeix per les seves imatges poètiques, però s'inclina cap a una apatia que no fa justícia al material", a diferència de pel·lícules com Excalibur i Perceval le Gallois (1978).).